# Just Like Jesse James
«Just Like Jesse James» — поп-рок песня американской певицы и актрисы Шер с её двадцатого альбома Heart of Stone. Песня была выпущена как третий официальный сингл в Северной Америке и второй в Европе в октябре 1989 на лейбле Geffen Records. Песня была написана Дайаной Уоррен и Десмондом Чайлдом. В декабре 1989-го песня достигла топ-10 в чарте США. Название песни — отсылка к бандиту Дикого Запада Джесси Джеймсу.

## О песне
Песня расположилась на 8-й строчке чарта Billboard Hot 100 в декабре 1989-го, став третьим подряд топ-10 синглом Шер в США. Сингл также занял 9-е место в чарте Hot Adult Contemporary Tracks. В декабре 1989-го песня была выпущена в Великобритании, где в феврале 1990-го достигла своей наивысшей позиции #11.
Во время одного из концертов, Шер призналась, что не очень любит эту песню, так как в ней так много текста, который она должна петь, но она признает, что многие фанаты относят эту песню к своим фаворитам. По этой причине, она добавила песню в сет-лист турне Farewell Tour.
В рамках промокампании было смонтировано музыкальное видео из кадров старых клипов Шер, а также кадров из вестернов.

## Выступления
Шер исполнила песню во время следующих турне:
- Heart of Stone Tour (удалена из некоторых концертов)
- Love Hurts Tour
- Do You Believe? Tour
- The Farewell Tour (исполнялась в первых двух частях, а также на последних двух шоу)

## Список композиций
Just Like Jesse James (world wide CD single)
1. "Just Like Jesse James"
2. "I Found Someone"
3. "Starting Over"

Just Like Jesse James (U.S. Promo CD)
1. "Just Like Jesse James" (Album Version)

## Чарты
| Чарт(1989)                                   | Место |
| -------------------------------------------- | ----- |
| U.S. Billboard Hot 100                       | 8     |
| U.S. Billboard Hot Adult Contemporary Tracks | 9     |
| Australian ARIA Singles Chart                | 14    |
| Canada Singles Chart                         | 8     |
| Belgian Singles Chart                        | 13    |
| German Singles Chart                         | 38    |
| Irish Singles Chart                          | 10    |
| New Zealand Singles Chart                    | 16    |
| Polish Singles Chart                         | 19    |
| Swedish Airplay Chart                        | 9     |
| UK Singles Chart                             | 11    |

| Чарт (1990)            | Место |
| ---------------------- | ----- |
| U.S. Billboard Hot 100 | 77    |

### Сертификации
| Country   | Providers | Certification |
| --------- | --------- | ------------- |
| Australia | ARIA      | Gold          |